# مقاطعة إسلام آباد غرب
مقاطعة إسلام آباد غرب (بالفارسية: شهرستان اسلام‌آباد غرب) هي إحدى مقاطعات إيران وتقع في محافظة كرمانشاه في إيران، والتي ينتمي جزء منها بصورة غير رسمية لأكراد إيران. عاصمة المقاطعة هي إسلام آباد غرب. وحسب تعداد 2006، بلغ عدد سكان المقاطعة 149,376 نسمة في 34,270 أسرة. تنقسم المقاطعة إلى ناحيتين، الناحية المركزية وناحية حميل. وتحتوي المقاطعة على مدينتين؛ إسلام آباد غرب وحميل.